# Circulation: Cardiovascular Imaging
Circulation: Cardiovascular Imaging (skrót: Circ Cardiovasc Imaging) – amerykańskie naukowe czasopismo kardiologiczne o zasięgu międzynarodowym, wydawane od 2008. Specjalizuje się w obrazowaniu sercowo-naczyniowym. Oficjalny organ American Heart Association. Miesięcznik.
Czasopismo jest częścią rodziny tytułów naukowych wydawanych przez American Heart Association/American Stroke Association (AHA/ASA). Pokrewne czasopisma wydawane przez AHA/ASA to: „Arteriosclerosis, Thrombosis, and Vascular Biology”, „Circulation”, „Circulation Research”, „Stroke”, „Journal of the American Heart Association” (JAHA), „Circulation: Arrhythmia and Electrophysiology”, „Circulation: Cardiovascular Genetics”, „Circulation: Heart Failure”, „Circulation: Cardiovascular Interventions”, „Circulation: Cardiovascular Quality and Outcomes” oraz „Hypertension”. Kwestie wydawniczo-techniczne tytułu leżą w gestii medycznej marki wydawniczej Lippincott Williams & Wilkins, która należy do koncernu Wolters Kluwer.
Czasopismo publikuje oryginalne, recenzowane prace kliniczne, listy, opisy ulepszeń w obrazowaniu sercowo-naczyniowym, kliniczne implikacje badań dotyczących obrazowania molekularnego, nowe techniki i poradniki obrazowania oraz opisy nowych zastosowań obrazowania sercowo-naczyniowego w praktyce klinicznej. Uwzględniane są prace dotyczące: echokardiografii, tomografii komputerowej serca, obrazowania serca rezonansem magnetycznym i spektroskopią magnetycznego rezonansu jądrowego, angiografii rezonansem magnetycznym, pozytonowej tomografii emisyjnej, nieinwazyjnej oceny funkcji naczyniowej i śródbłonkowej, obrazowania z wykorzystaniem radionuklidów, obrazowania molekularnego i tym podobne.
Redaktorem naczelnym (ang. editor-in-chief) czasopisma jest od 2018 roku Robert J. Gropler – profesor radiologii związany z Washington University in St. Louis.
Pismo ma współczynnik wpływu impact factor (IF) wynoszący 6,221 (2017) oraz wskaźnik Hirscha równy 75 (2017). W międzynarodowym rankingu SCImago Journal Rank (SJR) mierzącym wpływ, znaczenie i prestiż poszczególnych czasopism naukowych „Circulation: Cardiovascular Imaging” zostało w 2017 sklasyfikowane na 19. miejscu wśród czasopism z dziedziny kardiologii i medycyny sercowo-naczyniowej. W polskich wykazach czasopism punktowanych przez Ministerstwo Nauki i Szkolnictwa Wyższego publikacja w tym czasopiśmie otrzymywała w latach 2013–2016 po 45 punktów (z wyjątkiem roku 2014 – wówczas 50 pkt).